# Mark Dismore

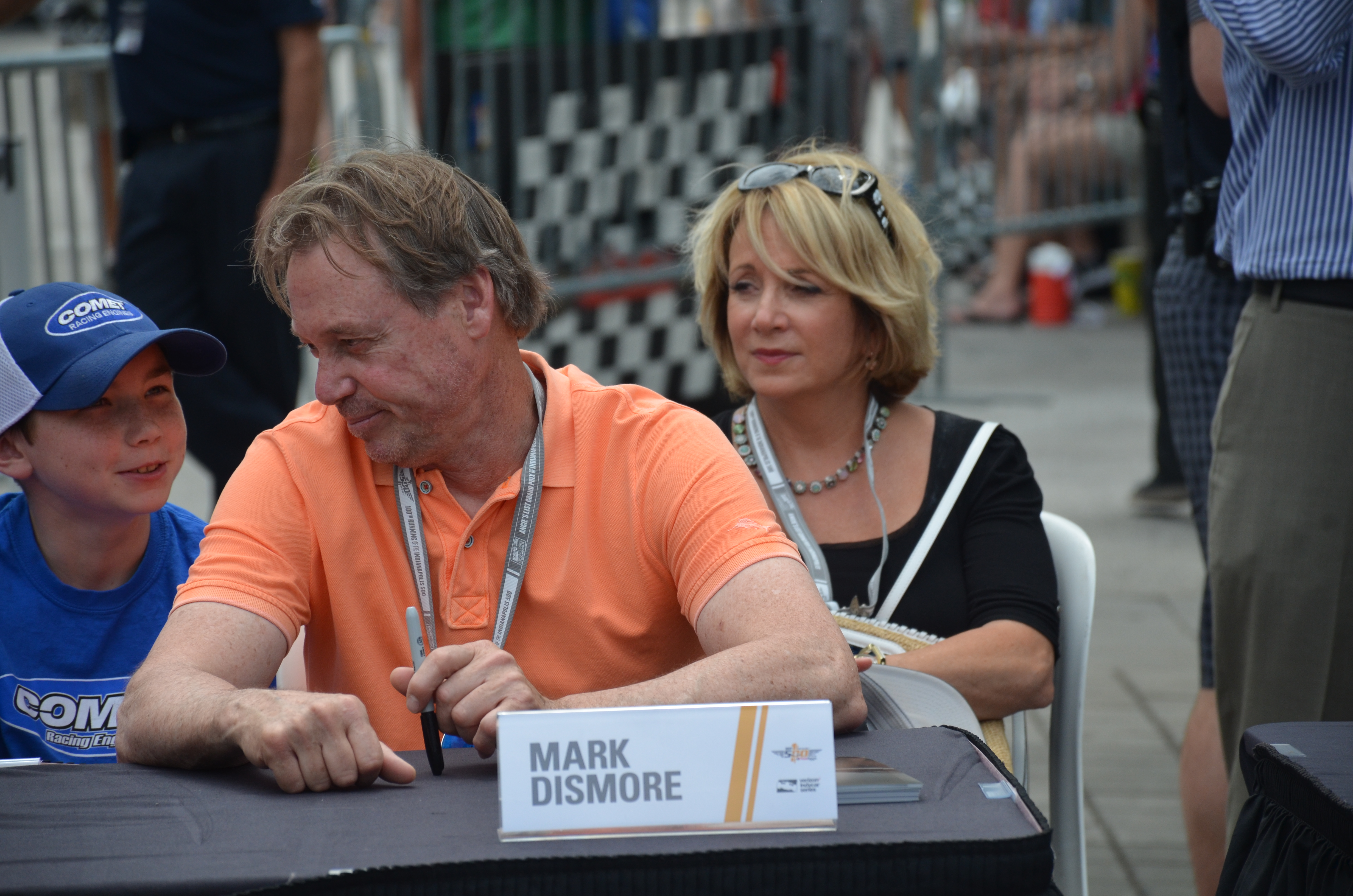
Mark Dismore in 2016

Mark Dismore (Greenfield (Indiana), 12 oktober 1956) is een voormalig Amerikaans autocoureur.
Dismore won het Pacific Atlantic Championship van 1990. Hij reed vier Champ Car races en tussen 1996 en 2002 reed hij in de Indy Racing League. Hij vertrok vier keer vanaf poleposition en won de race op de Texas Motor Speedway in 1999. Hij werd dat jaar derde in de eindstand van het kampioenschap. Hij nam zeven keer deel aan de Indianapolis 500 maar haalde nooit een top 10-plaats. Met co-rijders P.J. Jones en Rocky Moran won hij de 24 uur van Daytona van 1993.